# Alec Smith (Fußballspieler, 1875)
Alexander „Alec“ Smith (* 7. November 1875 in Darvel; † 12. November 1954 ebenda) war ein schottischer Fußballspieler auf der Position des Linksaußens.